# L.F. 웨이드 국제공항

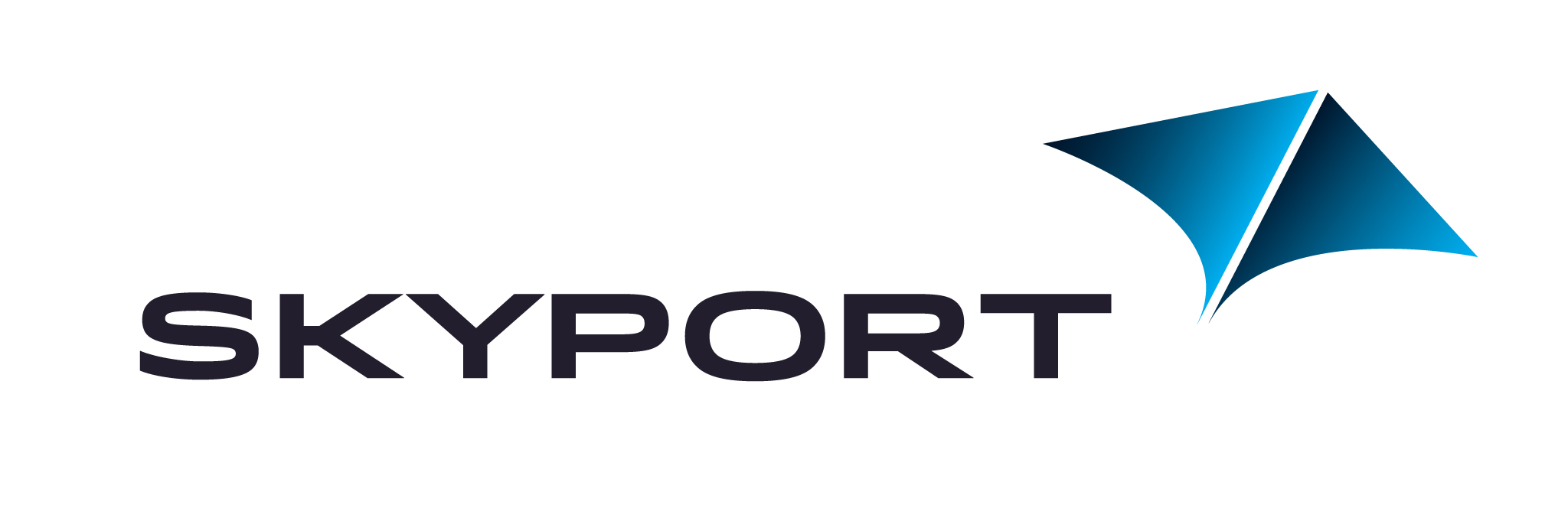

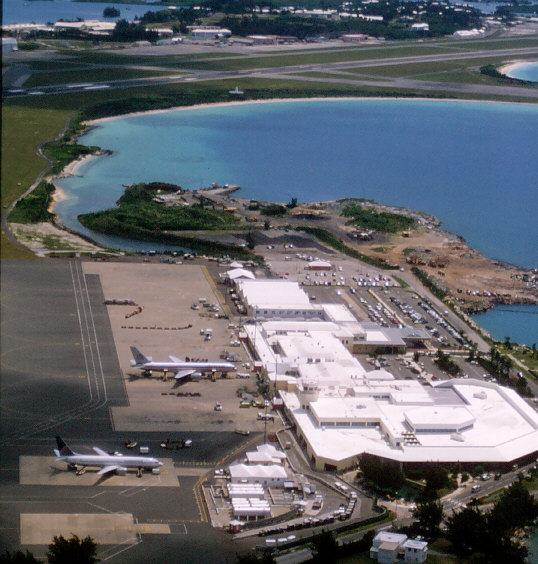

L.F. 웨이드 국제공항(L.F. Wade International Airport, IATA: BDA, ICAO: TXKF, 과거 이름: Bermuda International Airport)은 대서양 버뮤다 영국 해외 영토에 유일하게 서비스를 제공하는 공항이다. 세인트조지패리시에 있으며 버뮤다의 수도 해밀턴에서 동북쪽으로 11킬로미터 떨어져 있다. 2016년 웨이드 국제공항의 수용 승객 수는 402,925명으로, 2006년 대비 5.6% 상승하였다. 승객 터미널 하나, 화물 터미널 하나가 있으며 에어버스 A380(최대)을 포함한 항공기를 지원할 수 있다. 현재 캐나다, 영국, 미국의 7개의 항공사가 시즌별로나 연중 운행하고 있다.

## 같이 보기
- 허리케인 이고르